# Naisten I-divisioona 2019
La Naisten I-divisioona 2019 è l'11ª edizione del campionato di football americano di secondo livello femminile, organizzato dalla SAJL.

## Squadre partecipanti
| Club                     | Città       | Stadio | Sponsor ufficiale | Risultato nella stagione 2018 |
| ------------------------ | ----------- | ------ | ----------------- | ----------------------------- |
| Hämeenlinna Tigers       | Hämeenlinna |        |                   |                               |
| Helsinki Wolverines Blue | Helsinki    |        |                   |                               |
| Jyväskylä Jaguars        | Jyväskylä   |        |                   |                               |
| Kotka Eagles             | Kotka       |        |                   |                               |
| Mikkeli Bouncers         | Mikkeli     |        |                   |                               |
| Oulu Northern Lights     | Oulu        |        |                   |                               |
| Seinäjoki Crocodiles     | Seinäjoki   |        |                   |                               |
| West Coast Phoenix       | Raisio      |        |                   |                               |

## Stagione regolare

### Calendario

#### 1ª giornata
| Seinäjoki 11 maggio 2019, ore 14:00 | Seinäjoki Crocodiles | 15 – 22 (7-0 0-8 8-8 0-6) referto | Mikkeli Bouncers | Jouppilanvuoren tekonurmi (160 spett.)\| Arbitro: \| V. Jalava \| |
| Arbitro:                            | V. Jalava            |                                   |                  |                                                                   |

| Jyväskylä 11 maggio 2019, ore 15:00 | Jyväskylä Jaguars | 6 – 56 | Oulu Northern Lights | Palokan urheilukeskus |

| Raisio 12 maggio 2019, ore 13:00 | West Coast Phoenix | 40 – 18 | Kotka Eagles | Kerttulan urheilukenttä |

#### 2ª giornata
| Kotka 18 maggio 2019, ore 14:00 | Kotka Eagles | 44 – 6 | Hämeenlinna Tigers | Karhulan keskuskenttä |

| Jyväskylä 19 maggio 2019, ore 16:00 | Jyväskylä Jaguars | 0 – 48 (0-15 0-14 0-6 0-12) referto | Seinäjoki Crocodiles | Viitaniemen liikuntapuisto (48 spett.) |

#### 3ª giornata
| Oulu 26 maggio 2019, ore 13:00 | Oulu Northern Lights | 28 – 34 | Mikkeli Bouncers | Castrenin urheilukeskus |

| Helsinki 26 maggio 2019, ore 15:30 | Helsinki Wolverines Blue | 12 – 66 | Kotka Eagles | Brahen kenttä |

| Raisio 26 maggio 2019, ore 17:30 | West Coast Phoenix | 56 – 6 | Hämeenlinna Tigers | Kerttulan urheilukenttä |

#### 4ª giornata
| Oulu 1º giugno 2019, ore 13:00 | Oulu Northern Lights | 12 – 6 | Seinäjoki Crocodiles | Castrenin urheilukeskus |

| Helsinki 1º giugno 2019, ore 15:00 | Helsinki Wolverines Blue | 0 – 36 | West Coast Phoenix | Brahen kenttä |

#### 5ª giornata
| Mikkeli 9 giugno 2019, ore 14:00 | Mikkeli Bouncers | 36 – 0 | Jyväskylä Jaguars | Urpolan tekonurmi |

| Hämeenlinna 9 giugno 2019, ore 18:00 | Hämeenlinna Tigers | 7 – 0 (0-0 7-0 0-0 0-0) referto | Helsinki Wolverines Blue | Meijerin kenttä |

#### 6ª giornata
| Kotka 15 giugno 2019, ore 14:00 | Kotka Eagles | 0 – 22 | West Coast Phoenix | Puistolan kenttä |

| Oulu 16 giugno 2019, ore 12:30 | Oulu Northern Lights | 26 – 0 | Jyväskylä Jaguars | Castrenin urheilukeskus |

| Mikkeli 16 giugno 2019, ore 14:00 | Mikkeli Bouncers | 18 – 21 | Seinäjoki Crocodiles | Urpolan tekonurmi |

#### 7ª giornata
| Seinäjoki 29 giugno 2019, ore 13:00 | Seinäjoki Crocodiles | 52 – 0 | Jyväskylä Jaguars | Jouppilanvuoren tekonurmi |

| Hämeenlinna 30 giugno 2019, ore 15:00 | Hämeenlinna Tigers | 2 – 34 | Kotka Eagles | Meijerin kenttä |

#### 8ª giornata
| Kotka 5 luglio 2019, ore 18:30 | Kotka Eagles | 44 – 0 | Helsinki Wolverines Blue | Puistolan kenttä |

| Hämeenlinna 6 luglio 2019, ore 16:00 | Hämeenlinna Tigers | 0 – 76 | West Coast Phoenix | Meijerin kenttä |

| Mikkeli 7 luglio 2019, ore 14:00 | Mikkeli Bouncers | 36 – 12 | Oulu Northern Lights | Urpolan tekonurmi |

#### 9ª giornata
| Seinäjoki 13 luglio 2019, ore 14:00 | Seinäjoki Crocodiles | 20 – 14 | Oulu Northern Lights | Jouppilanvuoren tekonurmi |

| Rusko 14 luglio 2019, ore 12:00 | West Coast Phoenix | 98 – 0 | Helsinki Wolverines Blue | Kirkonkylän urheilukenttä |

#### 10ª giornata
| Jyväskylä 21 luglio 2019, ore 14:00 | Jyväskylä Jaguars | 0 – 36 | Mikkeli Bouncers | Viitaniemen liikuntapuisto |

| Helsinki 22 luglio 2019, ore 15:00 | Helsinki Wolverines Blue | 6 – 26 | Hämeenlinna Tigers | Brahen kenttä |

### Classifiche
Le classifiche della regular season sono le seguenti:
- PCT = percentuale di vittorie, G = partite giocate, V = partite vinte,  P = partite perse, PF = punti fatti, PS = punti subiti

#### Girone 1
| Pos. | Squadra              | PCT  | G | V | N | P | PF  | PS  |
| ---- | -------------------- | ---- | - | - | - | - | --- | --- |
| 1    | Mikkeli Bouncers     | .833 | 6 | 5 | 0 | 1 | 182 | 76  |
| 2    | Seinäjoki Crocodiles | .667 | 6 | 4 | 0 | 2 | 162 | 66  |
| 3    | Oulu Northern Lights | .500 | 6 | 3 | 0 | 3 | 148 | 102 |
| 4    | Jyväskylä Jaguars    | .000 | 6 | 0 | 0 | 6 | 6   | 254 |

#### Girone 2
| Pos. | Squadra                  | PCT   | G | V | N | P | PF  | PS  |
| ---- | ------------------------ | ----- | - | - | - | - | --- | --- |
| 1    | West Coast Phoenix       | 1.000 | 6 | 6 | 0 | 0 | 328 | 24  |
| 2    | Kotka Eagles             | .667  | 6 | 4 | 0 | 2 | 206 | 82  |
| 3    | Hämeenlinna Tigers       | .333  | 6 | 2 | 0 | 4 | 47  | 216 |
| 4    | Helsinki Wolverines Blue | .000  | 6 | 0 | 0 | 6 | 18  | 277 |

## Playoff

### Tabellone
|  | Semifinali | Semifinali           | Semifinali |                    |     | Finale           | Finale | Finale |  |
|  |            |                      |            |                    |     |                  |        |        |  |
|  | 1-1        | Mikkeli Bouncers     | 60         |                    |     |                  |        |        |  |
|  | 1-1        | Mikkeli Bouncers     | 60         |                    |     |                  |        |        |  |
|  | 2-2        | Kotka Eagles         | 20         |                    |     |                  |        |        |  |
|  | 2-2        | Kotka Eagles         | 20         |                    | 1-1 | Mikkeli Bouncers | 8      |        |  |
|  |            |                      |            |                    | 1-1 | Mikkeli Bouncers | 8      |        |  |
|  |            |                      | 1-2        | West Coast Phoenix | 6   |                  |        |        |  |
|  | 1-2        | West Coast Phoenix   | 1-2        | West Coast Phoenix | 6   | 36               |        |        |  |
|  | 1-2        | West Coast Phoenix   |            |                    |     |                  |        |        |  |
|  | 2-1        | Seinäjoki Crocodiles | 6          |                    |     |                  |        |        |  |

### Semifinale
| Mikkeli 24 agosto 2019, ore 15:00 | Mikkeli Bouncers | 60 – 20 | Kotka Eagles | Urpolan tekonurmi |

| Raisio 25 agosto 2019, ore 12:00 | West Coast Phoenix | 36 – 6 | Seinäjoki Crocodiles | Kerttulan urheilukenttä |

### XI Finale Naisten I-divisioona
| Mikkeli 7 settembre 2019, ore 17:30 | Mikkeli Bouncers | 8 – 6 | West Coast Phoenix | Urpolan tekonurmi |

## Verdetti
- Mikkeli Bouncers Vincitrici della Naisten I-divisioona 2019